# Regard féminin

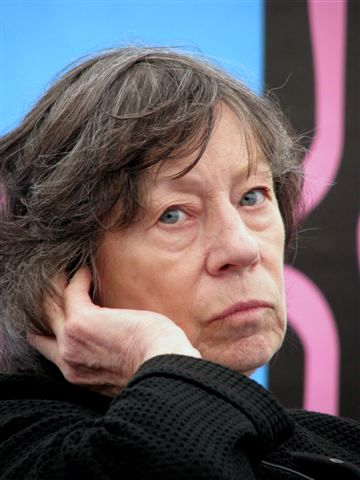
Laura Mulvey en 2010

Le regard féminin (ou female gaze, en anglais) est une théorie féministe sur le cinéma qui questionne le regard de la spectatrice ou du spectateur porté sur les protagonistes féminins d'un contenu culturel. Elle fait suite aux recherches de la théoricienne britannique de cinéma et féministe Laura Mulvey sur le regard masculin (le male gaze, en anglais). Par la suite, le regard féminin se réfère à la perspective qu'une cinéaste, scénariste, réalisatrice ou productrice apporte au film, un point de vue différent d'une vision masculine sur le même sujet. Toutefois, ce décentrement n’est pas uniquement l’affaire des femmes : un réalisateur ou scénariste peut également apporter ce regard féminin sur son œuvre.

## Définitions

### Joey Soloway
Au festival international du film de Toronto 2016, Joey Soloway, dans son discours d'ouverture, a précisé la définition du regard féminin dans la réalisation de films. Joey Soloway décrit trois concepts, comme dans la définition du regard masculin de Laura Mulvey (le spectateur, le cinéaste et les acteurs). La conception de Joey Soloway du regard féminin va au-delà d'une simple inversion du regard masculin de Laura Mulvey et imagine plutôt les façons dont le regard féminin dans le cinéma peut fournir un aperçu de l'expérience féminine vécue. Son concept inclut :
- « la caméra de sentiment » où les émotions sont prioritaires sur l'action ;
- « le regard regardé », qui montre aux téléspectateurs comment il est l'objet du regard ;
- « le retour du regard » (ou « Je vous vois me voir » et « ce que ça fait de rester ici dans ce monde après avoir été vu »).

### Iris Brey
En 2020, Iris Brey journaliste et critique de cinéma publie le premier essai français Le Regard féminin, une révolution à l'écran. Dans cet ouvrage, elle définit le regard féminin, comme un regard qui « adopte le point de vue d’un personnage féminin pour épouser son expérience. »
Pour elle, le regard féminin est indépendant du sexe ou du genre des personnes qui réalisent le film. Titanic en 1997, Thelma et Louise en 1991, sont deux films réalisés par des hommes qui proposent de vivre l'expérience du personnage ou des personnages féminins.
Pour savoir si un film adopte un regard féminin, Iris Brey propose de questionner les six points suivants : 
1. Est-ce que le personnage principal s’identifie en tant que femme ?
2. Est-ce que l’histoire est racontée du point de vue du personnage principal féminin ?
3. Est-ce que l'histoire remet en question l'ordre patriarcal ?
4. Est-ce que la mise en scène permet au spectateur ou à la spectatrice de ressentir l’expérience féminine ?
5. Si les corps sont érotisés, est-ce que le geste est conscientisé ?
6. Est-ce que le plaisir des spectateurs est produit par autre chose qu'une pulsion scopique ?

Elle souligne également que les femmes se sont construites avec un regard masculin, c'est-à-dire comme des objets du désir masculin. Le regard féminin permet aux femmes de se construire dès le plus jeune âge en tant que femmes.

## Historique
En 1975, Laura Mulvey discute des aspects du voyeurisme et du fétichisme du regard masculin dans son article Plaisir visuel et cinéma narratif. Elle s'inspire du film d’Alfred Hitchcock, Fenêtre sur cour, appliquant les théories de la psychanalyse de Sigmund Freud pour discuter de l'angle de la caméra, du choix narratif et des accessoires dans le film tout en se concentrant sur le concept du regard masculin. Jeffries, le protagoniste de Fenêtre sur cour, regarde à travers son appareil photo sa petite amie, lors d'une discussion. Le regard masculin est accentué par chaque mouvement de la caméra.
L'article de Laura Mulvey porte sur le concept de scopophilie, ou le plaisir de regarder et celui de placer les femmes comme des objets à regarder, incapable d'inverser le regard et de représenter les femmes comme des êtres humains.

## Essais universitaires

### Points de vue
Le regard féminin prend en considération les mêmes trois points de vue que le regard masculin, à savoir : 
1. Le tournage, l'angle de la caméra
2. Les personnages du film
3. Le spectateur ou la spectatrice

Les points de vue se sont développés parallèlement à la diversité des genres cinématographiques. Les films de femmes (en) sont un genre axé sur les rôles féminins, montrant la femme comme une conteuse diégétique (narratrice) plutôt que comme une protagoniste. Des films tels que Rebecca et Stella Dallas sont des exemples de tels films dans lesquels le récit traditionnel est raconté à travers un personnage féminin. Ce type de film a évolué pour devenir des chick flicks. 27 robes ou Le diable s'habille en Prada font partie de cette catégorie de films. Les films sont censés représenter les désirs des protagonistes féminines et par conséquent représenter les désirs des spectatrices.

### Leschick flicks
En 2015, dans l'article Chick Flicks and the straight female gaze, Natalie Perfetti-Oates, professeure à l'université d'État de Floride, explique comment, au cinéma, le regard féminin hétérosexuel peut devenir problématique avec la montée de l'objectivation sexuelle des personnages masculins. Une négativité sexuelle apparaît lorsque le regard féminin sur ces personnages en fait des objets sexuels. Les chick flicks, des comédies romantiques mettant en scène des femmes et présentant les rôles masculins uniquement comme des objets sexuels pour les téléspectatrices, conduisent ainsi à inverser la discrimination sexuelle plutôt qu'à créer l'égalité des sexes. Natalie Perfetti-Oates explique comment de plus en plus de films d'action et de films chick flick créent le regard féminin hétérosexuel en présentant les corps masculins. Elle illustre son propos par des exemples de films tels que Sans Sarah, rien ne va !, New Moon et Magic Mike.
Paula Marantz Cohen, professeure à l'université Drexel à Philadelphie, étudie le regard féminin dans le genre chick flick, avec une attention particulière aux vêtements que les femmes portent. Le spectacle l'emporte sur l'intrigue dans ces films comme Cette sacrée vérité (1937) où la garde-robe d'Irene Dunne est considérée comme un aspect central du film. Les différentes robes qu'Irene Dunne porte sont extravagantes mais non sexualisées. Bien que les vêtements puissent être considérés comme comiques, ils soutiennent également l'indépendance et la féminité d'Irene Dunne. Paula Marantz Cohen note que dans le film Un mariage trop parfait, Jennifer Lopez est entièrement habillée tout au long du film. Les vêtements, comme dans Cette sacrée vérité, sont considérés comme comiques mais ils attirent l'attention du spectateur sans la sexualiser. Paula Marantz Cohen analyse également la relation entre les stars féminines de ces films et leurs co-stars masculines. Elle affirme que ces films dépeignent vraiment ce que veulent les femmes, qu'elles sont accentuées de manière positive et ont un partenaire qui amplifie cette accentuation.

### Documentaires
En 2013, la cinéaste canadienne Zoe Dirse (en) étudie le regard féminin à travers le genre du film documentaire, analysant les aspects du plaisir et l'identification du spectateur. Elle analyse le regard féminin sur les aspects production et réception. Elle note que si le directeur de la photographie est une femme et que le sujet est aussi une femme, l'objet du film joue un rôle différent. Zoe Dirse soutient qu'en ayant une femme directrice de la photographie, les femmes peuvent être vues telles qu'elles sont réellement et non pas à travers le regard voyeuriste masculin. Pendant le tournage au Caire, Zoe Dirse était dans une foule et a vu qu'elle était observée par les hommes autour d'elle. Au début, ils semblaient curieux, et Zoe Dirse se demanda si c'était à cause de son sexe ou de l'appareil photo qu'elle avait. Ils ne tardèrent pas à la dépasser et elle ressentit un sentiment de danger, le même que les femmes du Caire.
Par contre, elle passe inaperçue dans un groupe de femmes lui permettant d'être une observatrice discrète — contrairement à un homme. Cela est illustré dans son film, Shadow Maker. Zoe Dirse souligne également la sous-représentation des femmes dans les domaines techniques de la réalisation cinématographique. Les femmes sont souvent exclues de l'industrie cinématographique en raison de sa nature rentable. Cela a créé une absence de femmes produisant pour les spectatrices avec un regard féminin.

### Films lesbiens et désir féminin
Elle[Qui ?] donne comme exemple le film Amours interdites : au-delà des préjugés, vies et paroles de lesbiennes, film documentaire canadien de 1992. Ce documentaire se concentre sur les histoires de lesbiennes des années 1950. Dans ce film, les réalisatrices féministes et lesbiennes Aerlyn Weissman et Lynne Fernie parviennent à renverser le regard masculin en faveur d'un regard féminin. Elles créent une vision dans laquelle les actrices ne sont pas des objets du désir masculin, mais du désir féminin. Elles soutiennent que lorsqu'il y a des cinéastes féministes, le film crée des éléments féministes. Elles ajoutent qu'il est crucial pour les femmes de prendre le contrôle de leur art afin de reproduire fidèlement le regard féminin.

### Place des minorités
En 2017, dans No Such Thing Not Yet: Questioning Television Female Gaze, Caetlin Benson-Allot, professeure de cinéma à l'université de Georgetown, souligne le manque de représentation des minorités dans le cinéma. Elle soutient que, si le regard féminin présume que l'expérience des femmes est universelle car basée sur leur genre, il a tendance à ignorer les minorités : le cinéma choisit plutôt de se concentrer sur la vie des femmes blanches de la classe moyenne. Dans l'article, Benson-Allot se concentre spécifiquement sur le petit écran qui a attiré beaucoup d'attention pour incarner le regard féminin. Elle y utilise des exemples des émissions télévisées I Love Dick (en) et GLOW. Si ces émissions ont introduit des personnages de couleur, elles le font en les faisant jouer des rôles de soutien qui ne déstabilisent jamais la protagoniste blanche. À l'inverse, Insecure fournit un modèle pour une télévision féministe. La série suit Issa et son amie Molly et se concentre sur les impulsions autodestructrices dans leurs relations personnelles et professionnelles. Le scénario se concentre également sur le travail d'Issa auprès des jeunes à risque, ce qui permet d'explorer la dynamique raciale de Los Angeles. À l'aide d'une comédie antiraciste, Insecure remet en question l'accent mis sur le féminisme blanc et la sous-représentation des femmes noires.

### Regard féminin et violence masculine
En 2012, dans Romance and the female gaze obscuring gendered violence in the Twilight Saga, Jessica Taylor, docteure à l'Université d'Australie-Occidentale, à Perth met en avant que le regard féminin interagit avec la romance pour présenter des corps masculins violents comme désirables. Elle se concentre sur la très populaire Twilight Saga, qu'elle décrit comme apparemment rétrograde et naïve dans son utilisation des conventions romantiques. Pour expliquer comment le regard féminin fonctionne pour créer des corps masculins violents mais désirables. Elle revient sur le travail de Laura Mulvey et son essai Plaisir visuel et cinéma narratif.
Plus précisément, elle se concentre sur la notion de scopophilie fétichiste qui est utilisée par Laura Mulvey pour expliquer comment le corps féminin suscitant l'anxiété devient fétichisé et une source de plaisir pour le spectateur masculin. Mener les spectatrices vers le regard hyper-désirable des corps des personnages masculins pousse le public féminin à désirer le corps masculin puissant et violent plutôt que de le craindre. Elle donne des exemples de la manière dont le corps de Jacob et d'Edward est manipulé. En les catégorisant comme des « garçons » visuellement désirables. Il réduit la menace de violence et neutralise les menaces potentielles pour les téléspectatrices.
Jessica Taylor affirme que l'utilisation d'un regard féminin limité et spécifique peut recoder des éléments de violence sexiste et présenter le corps masculin violent à la fois rassurant et désirable.

## Usage et expression courante
Le regard féminin se réfère à la perspective qu'une cinéaste, scénariste, réalisatrice ou productrice apporte au film, un point de vue différent d'une vision masculine sur le même sujet.
Les critiques ont concentré leur attention sur la présence du regard féminin au cinéma et à la télévision, dans des séries telles que The Handmaid's Tale, I Love Dick, Fleabag et The Love Witch,.
Le film français La Vie d'Adèle : Chapitres 1 et 2 réalisé par Abdellatif Kechiche raconte l'amour lesbien d'une adolescente et d'une jeune femme. Le film fait l'objet d'une polémique sur la domination du regard masculin voire patriarcal du film et l'absence du point de vue féminin,,. Jul' Maroh, qui a réalisé le roman graphique sur lequel le film est basé, a déclaré : « Il me semble que ce qui manquait sur le tournage : ce sont les lesbiennes. »
 

Selon la réalisatrice américaine April Mullen, 

« Les femmes ont cette vulnérabilité et ce lien avec une profondeur d'émotions que je peux voir et ressentir à certains moments de vérité dans les films que nous créons. Pour moi, le regard féminin est la transparence — le voile entre le public et le cinéaste est mince, et cela permet plus de choses. »